# Guillonea scabra
Guillonea es un género monotípico de planta herbácea perteneciente a la familia Apiaceae. Su única especie: Guillonea scabra, es originaria de España.

## Descripción
Es una hierba perennifolia, con cepa gruesa y denso collar de restos fibrosos foliares –de color pardo–. Tiene tallos de 50-130 cm de altura, sólidos, estriados, con nudos engrosados, ramificados en la mitad superior. Hojas basales hasta de 50 cm, de contorno triangular, glaucas, muy pelosas, con divisiones de último orden 1-3(7), lobulado- dentadas, mucronadas, vainas foliares grandes, con limbo muy reducido excepto en las hojas inferiores. La inflorescencia en umbela principal recia, con (6)7-13(23) radios de 4-7(13) cm, hirsutos –con pelos desiguales–, que acaban por depilarse. Brácteas numerosas, lanceolado-alesnadas, ciliadas, ± reflejas. Bractéolas lineares, que superan claramente la longitud de los radios. Pétalos oval-lanceolados, con ápice obtuso, incurvado, y cara externa lanosa. Cáliz con dientes de 0,6-1 mm, estrechos, agudos. Ovario y fruto joven tomentosos; estilos 2-3,5 mm, curvados. Frutos (6)8-10(12) mm, elípticos; mericarpos con las alas de 2-3(4) mm –las dorsales tan anchas como las laterales o más estrechas–, de un castaño claro, glabras, con las costillas primarias que resaltan por su margen engrosado y densamente mamiloso-peloso.

## Distribución y hábitat
Se encuentra en matorrales mediterráneos (romerales, tomillares, atochales) o pinares aclarados por los incendios, en substrato calcáreo-arcilloso, hasta magnesífero; en el E y S de la península ibérica.

## Taxonomía
Guillonea scabra fue descrita por  (Cav.) Coss. y publicado en Notes sur Quelques Plantes Critiques, Rares, ou Nouvelles, ... 110. 1851.
Sinonimia
- Guillonea canescens (Boiss.) Lange
- Laserpitium scabrum Cav.[3]